# 関一政
関 一政（せき かずまさ）は、安土桃山時代から江戸時代前期にかけての武将・大名。伊勢国亀山藩主、美濃国多良藩主、伯耆国黒坂藩主。

## 生涯
永禄7年（1564年）、関盛信（万鉄）の次男として誕生。はじめ比叡山に登り僧となったが、のちに還俗し嫡男として扱われた。
父と共に織田信長、豊臣秀吉に仕え、天正12年（1584年）の小牧・長久手の戦いに参加した。
その後、父から家督を譲られ、秀吉の命で蒲生氏郷の与力大名となった。九州征伐や小田原征伐に参加し、天正18年（1591年）の九戸政実討伐で功績を挙げたため、氏郷が会津に大領を得ると、陸奥白河城5万石を与えられた。
慶長元年（1596年）、従五位下長門守に叙任され、豊臣姓を下賜された。
慶長3年（1598年）、信濃国飯山3万石へ移封され、同時に豊臣氏直轄領であった川中島四郡の代官にも任じられた。慶長5年（1600年）、美濃国多良へ移封された。
同年の関ヶ原の戦いでは、当初は西軍に属して尾張国犬山城を守備したが、後に東軍に寝返り、本戦では井伊直政隊に属して功を挙げた。戦後、この戦功が認められて関氏の故地である伊勢亀山に復帰を許された。
慶長16年（1611年）、伯耆米子藩の中村一忠が無嗣断絶で改易されたため、その後を受けて伯耆黒坂5万石に移封されている。慶長19年（1614年）、大坂冬の陣では京橋口攻めを担当し、翌年の大坂夏の陣でも京橋口を攻めて首級52を挙げるなどの活躍を見せた。
元和4年（1618年）、家中内紛のため改易された。だが、養子の氏盛（弟・盛吉の長男）が近江蒲生で5,000石を与えられ、家名存続は許された。
寛永2年（1625年）、死去。関家は明治維新まで旗本として家を伝え、その子孫は今も世田谷に在住している。

## 系譜
- 父：関盛信（?-1593）
- 母：蒲生定秀の娘
- 正室：蒲生賢秀の娘
- 養子
  - 男子：関氏盛（?-1674） - 関盛吉の長男